# Heksestrol diacetat
Heksestrol diacetat је sintetički, nesteroidni estrogen. To je estar heksestrola, a otkriven je 1939. godine.